# Сосна чорна (Кам'янець-Подільський, вул. Панівецька, 1)
Сосна́ чо́рна — ботанічна пам'ятка природи місцевого значення в Україні. Розташована в межах міста Кам'янець-Подільський, вул. Панівецька, 1. 
Площа 0,02 га. Статус надано згідно з рішенням облвиконкому від 21.11.1984 року № 242. Перебуває у віданні: КП «Кам'янецький парк». 
Статус надано з метою збереження двох дерев сосни чорної віком понад 100 років, заввишки 15 м, з діаметром стовбура 50 см. 